# Fun in Acapulco (musikalbum)
Fun in Acapulco är det sjunde soundtrackalbumet och det nittonde albumet totalt av den amerikanske sångaren och musikern Elvis Presley. Det gavs ut av RCA Victor i såväl mono som stereo (LPM/LSP 2756) den 15 november 1963. Fun in Acapulco är soundtracket till filmen från 1963 med samma namn, i vilken Elvis Presley spelade huvudrollen. Inspelningarna till soundtracket ägde rum på Radio Recorders i Hollywood den 22–23 januari och 27 februari 1963. Albumet utökades med två bonuslåtar inspelade i RCA:s studio B i Nashville, Tennessee, den 26–28 maj 1963.
Från albumet släpptes "Bossa Nova Baby" som singel, med "Witchcraft" som B-sida. Den nådde åttonde plats på Billboards singellista i USA och sålde knappt 700 000 exemplar.
I USA nådde albumet tredje plats på både Billboards albumlista och den konkurrerande Cashbox-listan. I Storbritannien hamnade albumet som bäst på plats 9 på UK Albums Chart. Den initiala försäljningen i USA uppgick till omkring 300 000 exemplar.

## Bakgrund

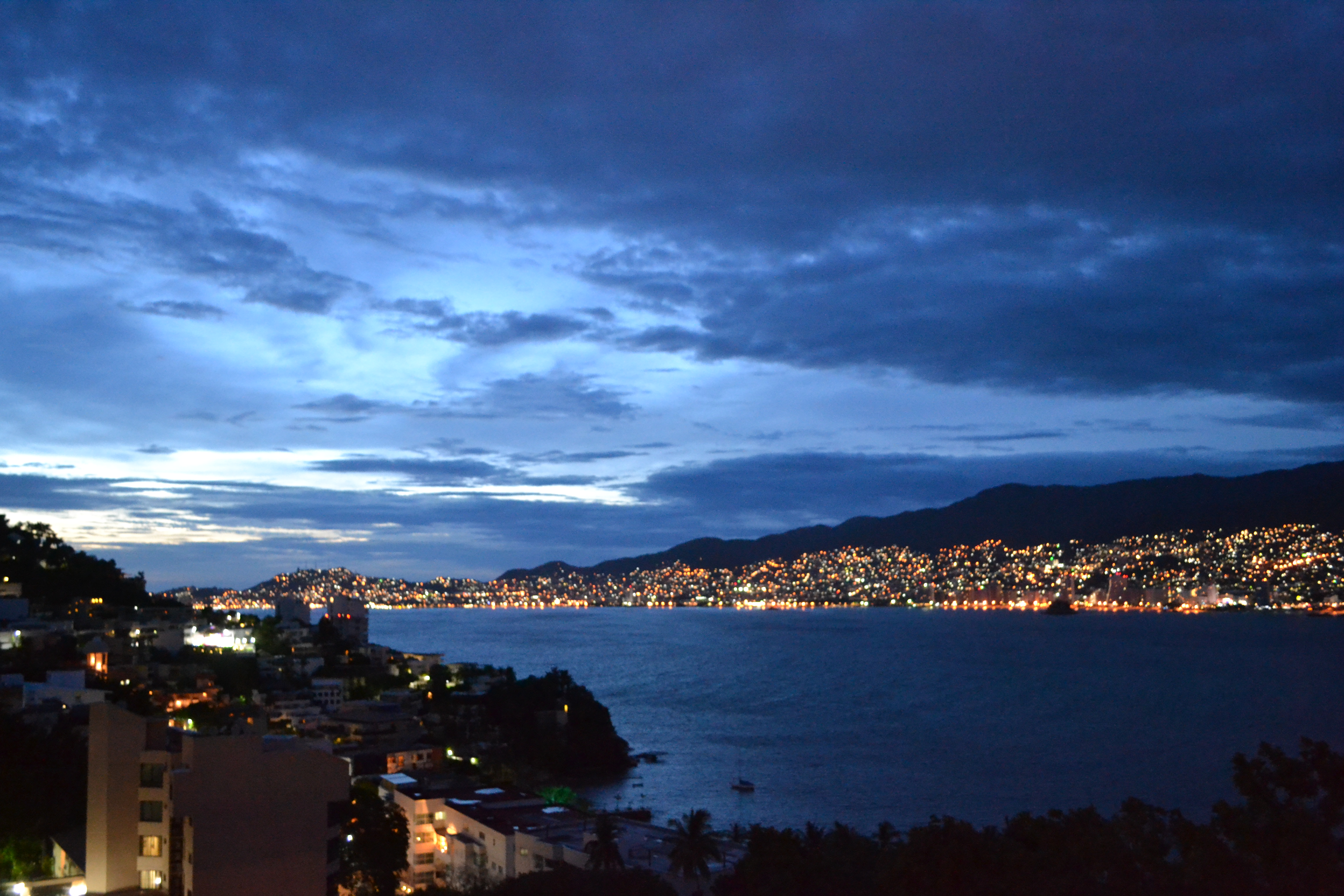
Acapulco, där handlingen i filmen Fun in Acapulco var förlagd.

Paramountfilmen Fun in Acapulco utspelade sig i semesterorten Acapulco i Mexiko, även om Elvis Presleys alla scener spelades in i Hollywood. Låtarna till filmen och soundtracket har därför ofta en mexikansk och latinamerikansk prägel över sig, och var av naturliga skäl utformade för att tjäna handlingen i filmen.
Elvis manager, Tom Parker, hade ursprungligen inte tänkt ge ut någon soundtrack-LP från Fun in Acapulco. Planen var att släppa ett nytt album i Golden Records-serien, vilket också blev fallet med Elvis' Golden Records Volume 3 i augusti 1963. Elvis skulle dessutom spela in nya studiolåtar i mars 1963, och om detta resulterade i ett nytt studioalbum fanns inte plats för ytterligare ett album från filmen. Parker ändrade sig dock, och låtarna från filmen kom att ges ut på albumet Fun in Acapulco tillsammans med två låtar från marssessionen. Föregående korta soundtrackalbum med bara tio låtar, "It Happened at the World's Fair", hade lett till negativa reaktioner, och med två låtar att lägga till de elva från soundtracket, skulle skivköparna denna gång få valuta för pengarna. Men därmed kom också underlaget för ett nytt studioalbum att minska, och efterhand, i takt med att allt fler låtar gavs ut som bonusspår på soundtrackalbum, försvann underlaget för ett studioalbum helt.

## Inspelningssessionerna och musikerna
Elvis och bandet inledde inspelningarna med en dags repetitioner den 21 januari 1963 i Radio Recorders studio B i Hollywood i Kalifornien. Under de följande två dygnen, den 22–23 januari, spelade man in de låtar som skulle ingå i filmen Fun in Acapulco. Bandet bestod av gitarristerna Scotty Moore och Barney Kessel samt Hilmer J. "Tiny" Timbrell, som också deltog på mandolin. Ray Siegel spelade bas och man hade dubbla uppsättningar på trummor genom D. J. Fontana och Hal Blaine, samt slagverkaren Emil Radocchia. Pianist var Dudley Brooks och på trumpet fanns både Anthony Terran och Rudolph Loera. Bakgrundssångare var som vanligt The Jordanaires men denna gång deltog också en andra grupp, The Amigos.
Det platta ljudet på It Happened at the World's Fair till följd av filmbolaget MGM:s inspelningsteknik, ersattes denna gång med ett fullödigt ljud och en motiverad och engagerad Elvis. Låtskrivare, som Don Robertson och hans partner Hal Blair, gjorde vad de kunde för att få Elvis att spela in just deras låtar. Som inspiration inför denna session besökte de en spansk nattklubb. Och Don Robertson spelade in demoversioner av låtarna tillsammans med studiomusiker, inklusive några av Elvis Presleys egna. Det visade sig vara en framgångsrik strategi eftersom Elvis valde att spela in både den något fartfyllda "I Think I'm Gonna Like It Here" och den mer dramatiska "Marguerita", båda ackompanjerade av trumpetspel för att få det att framstå som mexikanskt.
Det mexikanska temat upprätthölls genom två låtar med tjurfäktningstema, den dramatiska "El Toro" och den smått lustiga "The Bullfighter Was a Lady". Det fortsatte med "Vino, Dinero y Amor" och "Mexico". Den mexikanska sången "Guadalajara" framförde Elvis på spanska.
Filmens titellåt, "Fun in Acapulco", var en lättsam och medryckande låt, medan "You Can't Say No in Acapulco" spelades in till cha-cha-cha-rytmer. Albumets singel blev "Bossa Nova Baby", en tidigare utgiven låt skriven av Jerry Leiber och Mike Stoller. "No Room to Rhumba in a Sports Car" var en humoristisk låt anpassad för filmen.
Under två dygn den 26–28 maj 1963 spelade Elvis in i RCA:s studio B i Nashville i Tennessee under en session som inte var till ett soundtrack. Sessionen skulle komma att ge upphov till 16 låtar. Deltagande musiker denna gång var gitarristerna Scotty Moore, Grady Martin, Jerry Kennedy och Harold Bradley, basisten Bob Moore, trummisarna D. J. Fontana och Buddy Harman, pianisten Floyd Cramer samt saxofonisten Boots Randolph, Bakgrundssången stod The Jordanaires och Millie Kirkham för.
"(You're the) Devil in Disguise" och "Please Don't Drag That String Around" från inspelningarna, gavs omedelbart ut som singel och nådde plats 3 på Billboards Hot 100-lista i USA. De övriga inspelade låtarna var ursprungligen tänkta att utgöra nästa studioalbum. Men enligt föreställningen att "greatest hits"-album skulle sälja bättre än otestat studiomaterial, gavs i stället Elvis' Golden Records Volume 3 ut innehållande låtar som tidigare givits ut på singlar. Det innebar att det tänkta studioalbumet från marssessionen lades på hyllan. I stället för att tillvarata de konstnärliga ambitionerna, valde man att använda dessa låtar som bonuslåtar och utfyllnadslåtar på soundtrackalbum och som B-sidor på singlar. Det första albumet där dessa låtar inlemmades var Fun in Acapulco, i vilket låtarna "Love Me Tonight" och "Slowly But Surely" togs med.

## Komposition och stil

### Radio Recorders Studio B, 22–23 januari 1963
"Bossa Nova Baby", av Jerry Leiber och Mike Stoller, var den första låten som spelades in vid sessionen på Radio Recorders den 22 januari 1963. Eftersom de båda låtskrivarna inte längre skrev något direkt för Elvis fick Freddy Bienstock – ansvarig på musikförlaget Hill & Range för att ordna fram material – söka i deras befintliga låtkatalog. Där hittade han "Bossa Nova Baby". Den hade nyligen utan framgång utkommit med Tippie and the Clovers. Att bossa nova var ett brasilianskt fenomen som inte hade något att göra med Mexiko, där filmens handling var förlagd, var mindre viktigt. Låten hade dessutom inte mycket gemensamt med bossa nova-stilen, som vid tiden var populär inom både pop- och jazzvärlden. I stället gavs inspelningen en mexikansk prägel, främst i det instrumentala insticket med trumpeter, latinamerikanska rytminstrument samt högljudda utrop och tjut. Fokus vid inspelningen verkar ha varit att ha kul, i stil med hur inspelningen av "Rock-A-Hula Baby" gick till. Det blev en fräck, lätt vild inspelning med ett utpräglat beat och ett funkigt orgelriff spelat av Dudley Brooks, där Elvis sjunger den snabba texten tydligt och kontrollerat.
Låten valdes ut för singelutgivning och släpptes den 1 oktober 1963, en dryg månad före albumet, tillsammans med "Witchcraft". Tanken var ursprungligen att para den med "Memphis, Tennessee".
"Bossa Nova Baby" var en pigg och kommersiellt gångbar singel för det tidiga 1960-talet. Den nådde åttonde plats på singellistan i USA, medan "Witchcraft" placerade sig som bäst på plats 32. Skivan sålde i nästan 700 000 exemplar i USA.

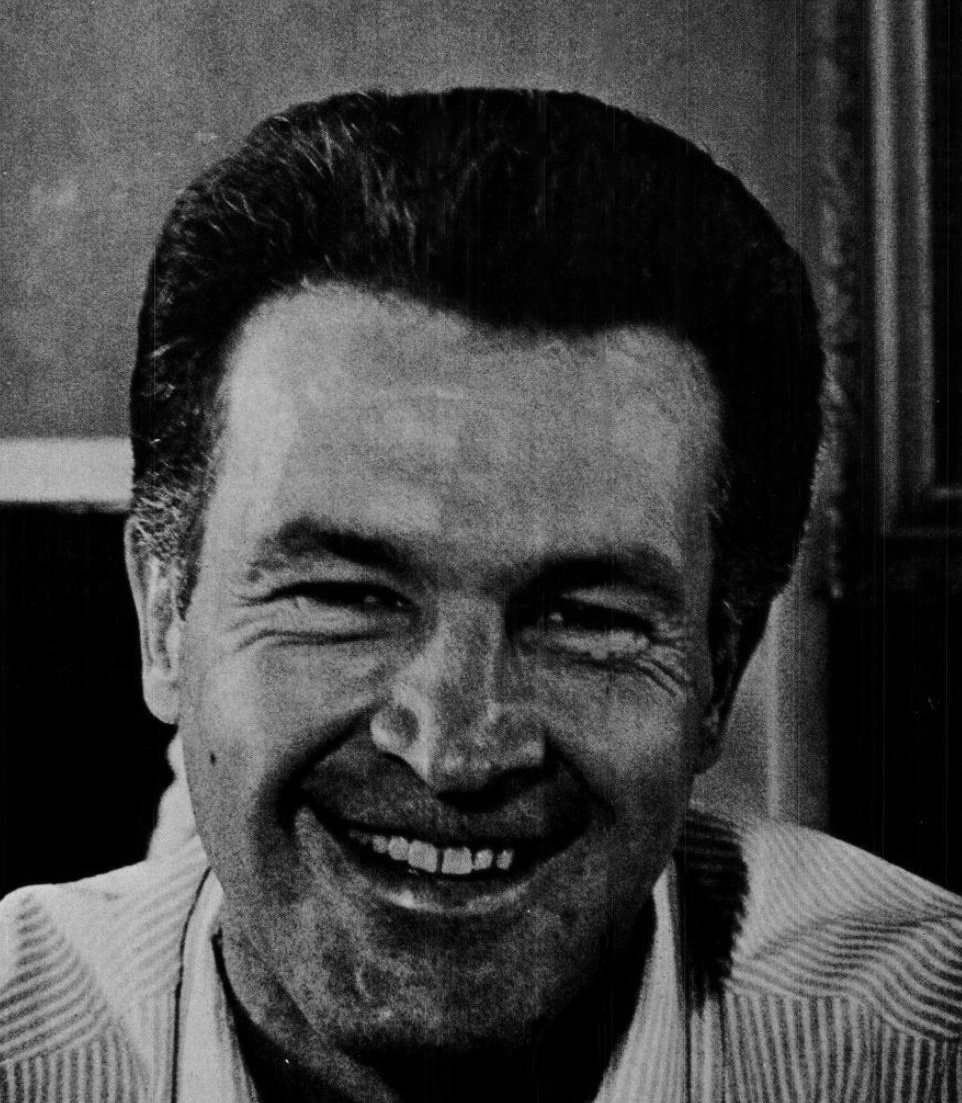
Don Robertson (1966), som låg bakom såväl soundtracklåtarna "I Think I'm Gonna Like It Here" och "Marguerita" som "Love Me Tonight".

"I Think I'm Gonna Like It Here" skrevs av Don Robertson och Hal Blair. Eftersom det inte skulle förekomma någon stillsam och innerlig ballad i filmen, behövde Robertson denna gång skapa låtar i en mer uppsluppen stil. "I Think I'm Gonna Like It Here" är en relativt snabb låt som genom trumpeterna fick ett mer mexikanskt uttryck. Det är ett gladlynt och charmigt, om än relativt återhållsamt, lättviktigt nummer. Följande dygn spelades en filmversion av låten in, och alla tagningar finns med på The Fun in Acapulco Sessions.

"Mexico", av Sid Tepper och Roy C. Bennett, var en av tre låtar i filmen som anspelade på resmålet. Det är en gladlynt sång med humoristisk text. I filmen framförs den som en duett mellan Elvis Presley och den unge Larry Domasin. Tagning 5 valdes som master och gavs ut på albumet med enbart Elvis sång och med pauser där Domasin sjöng i filmversionen. Elvis spelade dock in ytterligare två tagningar utan dessa tomma partier, där han själv sjöng båda delarna av duetten. Tagning 7 blev en alternativ master, men den gavs ut först 1999, på Follow That Dream-utgåvan Out in Hollywood.

"The Bullfighter Was a Lady" var Sid Tepper och Roy C. Bennetts andra bidrag till filmen. Det är en skämtsam låt med ett latinamerikanskt anslag, som handlar om tjuren Pedro, som förälskar sig i en kvinnlig tjurfäktare och för detta får betala med sitt liv. Även denna låt spelades in i en filmversion nästa dygn, och samtliga tagningar gavs ut på The Fun in Acapulco Sessions.

"Marguerita" skrevs också av Don Robertson, men denna gång på egen hand, utan Hal Blair. Det är ett dramatiskt nummer som inleds med trumpetspel av Anthony Terran och Rudolph Loera, i en stil som påminner om det mjukt svängiga och melodiska Tijuana-soundet som förknippas med Herb Alperts produktioner. Elvis växlar i sitt framförande mellan mjuka och kraftfulla partier.

"Vino, Dinero y Amor" (spanska för "vin, pengar och kärlek") var det tredje och sista bidraget till soundtracket från låtskrivarduon Sid Tepper och Roy C. Bennett. Det är en latininfluerad poplåt som Elvis framför med märkbar energi och entusiasm, ackompanjerad av bitvis högljudda utrop från The Amigos.t

"(There's) No Room to Rhumba in a Sports Car" var en skämtsam noveltysång, skriven av Fred Wise och Dick Manning. Den har, tillsammans med exempelvis "Yoga is as Yoga Does" från filmen Easy Come, Easy Go (1967), ofta lyfts fram som exempel på det som anses ha varit fel med Elvis år i Hollywood, men var ändå bara avsedd som en fånig, överdriven och schablonartad nonsenslåt på temat latinamerikansk dansfeber.

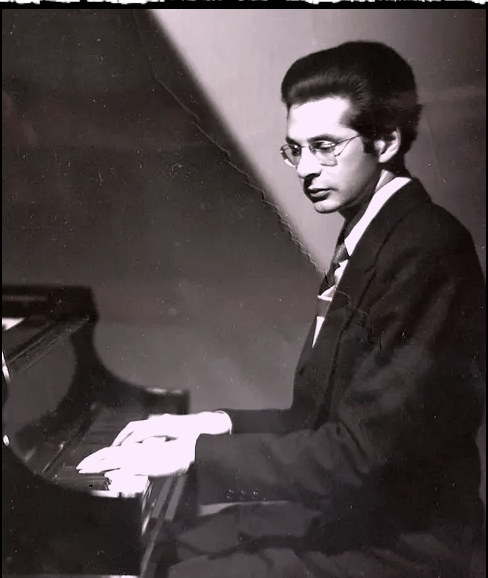
Ben Weisman, som tillsammans med Sid Wayne skrev titellåten "Fun in Acapulco".

"Fun in Acapulco", skriven av Ben Weisman och Sid Wayne, var filmens titelspår. Den spelades in som andra låt den 23 januari 1963, och – liksom "(There's) No Room to Rhumba in a Sports Car" – i en enda tagning. I likhet med "Mexico" fungerade den som reklam för resmålet. Det är en lättsam och tilltalande låt, framförd av Elvis i en avslappnad stil, med inslag av spanska ord och extra slagverksinstrument som syftar till att ge mexikansk färg.

"El Toro" ("tjuren") var Bill Giant, Bernie Baum och Florence Kayes enda bidrag till filmen. Det är en dramatisk berättelse om en matador och en tjur – albumets andra låt med tjurfäktningstema. "El Toro" har en liknande stil och känsla som "Marguerita", och Elvis får här användning för de operaliknande kvaliteterna i sin röst.
"You Can't Say No in Acapulco", av Sid Feller, Dolores Fuller och Lee Morris, var det tredje bidraget som hänvisade direkt till Mexiko och Acapulco. Det är en ballad med ett cha-cha-cha-komp, som därmed knyter an till albumets mexikanska tema.

"Guadalajara" var den enda genuina representationen av mexikansk musik på albumet, och var en låt som skrevs av den mexikanske kompositören Pepe Guízar i slutet av 1930-talet. Den spelades in som ett rent bakgrundsspår som sista nummer den 23 januari, medan Elvis lade på sången på spanska den 27 februari 1963.

### RCA Studio B, 26–28 maj 1963
"Love Me Tonight" är en kärleksballad skriven av Don Robertson. Elvis tilltalades alltid av romantiska texter och framförde låten oklanderligt och med verklig inlevelse. Men den låg inte i linje med tidens musikaliska trender – och även om den påminde om tidigare Robertson-inspelningar som "There's Always Me" – hade den inte någon verklig kommersiell potential.

"Slowly But Surely" är en rocklåt skriven av Ben Weisman och Sid Wayne. Den påminner om "Put the Blame on Me", som Elvis spelade in i november 1960. Den lättsamma rocklåten drivs av Jerry Kennedys distade gitarr och ett upprepat riff, vilket gav inspelningen ett mer samtida sound.

## Utgivning och marknadsföring

### Albumets placeringar
Albumet Fun in Acapulco utkom den 15 november 1963. Det debuterade den 21 december 1963 på plats 63 på albumlistan The Billboard Top LP's i USA, som vid tiden omfattade 150 album. Den 18 januari 1964, efter fem veckor på listan, nådde albumet tredje plats, vilket blev dess högsta placering. Totalt låg albumet kvar på listan i 24 veckor.
På Cashbox noterades albumet första gången den 14 december 1963, då det gick in på tidningens bästsäljarlista för både monoutgåvor och stereoutgåvor. På monolistan, som vid tiden omfattade 100 album, placerade det sig på plats 42. Det nådde tredje plats på monolistan efter fyra veckor den 4 januari 1964, och tredje plats också på stereolistan efter sex veckor den 18 januari – dess högsta noteringar under tre veckor vardera. Totalt låg det 22 veckor på monolistan och 18 på stereolistan. I Storbritannien nådde albumet nionde plats på UK Albums Chart den 8 februari 1964. Totalt låg det 9 veckor på listan.

### Singelplaceringarna
Singeln "Bossa Nova Baby" släpptes i oktober 1963 med B-sidan "Witchcraft" från studioinspelningarna i mars. Medan A-sidan "Bossa Nova Baby" hamnade på 8:e plats nådde B-sidan "Witchcraft" oberoende av A-sidan plats 32. Det var en förhållandevis bra placering för en B-sida, men minskade sannolikt samtidigt A-sidans framgångar på topplistan, eftersom de båda sidorna tävlade med varandra om speltid på radiostationerna.

### Senare utgåvor av albumet
Fun in Acapulco har getts ut i många nyutgåvor under årens lopp. År 1993 släpptes albumet för första gången på cd, som en del av serien Double Features, där det parades ihop med soundtracket till It Happened at the World's Fair – dock utan de två bonuslåtarna. År 2003 återutgavs albumet på Follow That Dream-etiketten, denna gång med originalalbumet, samtliga alternativtagningar som tidigare getts ut på andra skivor samt flera tidigare outgivna tagningar.
År 2010, i samband med 75-årsminnet av Elvis födelse, släppte Sony en remastrad cd-version av originalsoundtracket. År 2016 kom ytterligare en remastrad utgåva – denna gång som del av Sonys Legacy-box The Album Collection, där Fun in Acapulco utgjorde cd 19. I mars 2019 släpptes Fun in Acapulco återigen på Follow That Dream-etiketten som en uppsättning på tre cd:ar. Den innehöll en ny såväl remastrad som remixad version av originalinspelningarna – både originalalbumet och praktiskt taget alla alternativtagningar från sessionerna den 22–23 januari och 27 februari 1963.

## Mottagande
Vid lanseringen fick albumet, liksom filmen, övervägande positiv kritik. Cashbox Magazine noterade att skivan klättrade snabbt på listorna. Man ansåg "Vino, Dinero y Amor" och den aktuella hitsingeln "Bossa Nova Baby" tillhöra soundtrackets vassaste låtar, och noterade att det utöver filmlåtarna också fanns två andra pärlor – där man särskilt hyllade "Love Me Tonight". Howard Thompson skrev i The New York Times att låtarna, med sin lokala färgning, är livfulla och att "i jämförelse med The Beatles låter Elvis Presley som Caruso".

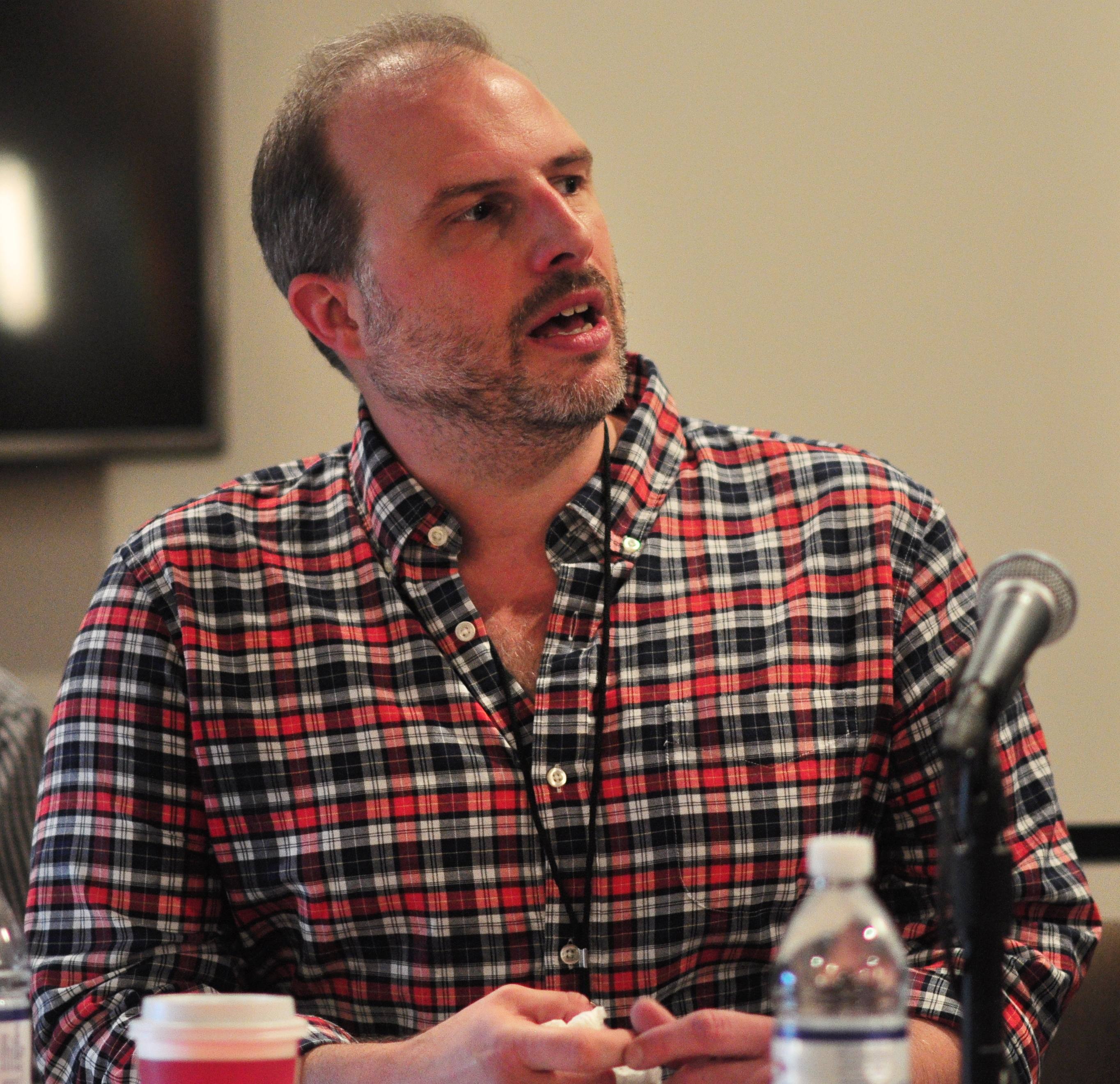
Stephen Thomas Erlewine, som menade att många låtar bara fungerade i filmen och inte på albumet, vars verkliga höjdpunkt han ansåg vara "Slowly But Surely".

Senare recensioner har varit mer blandade. Den amerikanske musikkritikern och musikjournalisten Stephen Thomas Erlewine, skrivande för Allmusic, konstaterade att albumet – från Elvis sista film före utbrottet av Beatlemania – "är genomsyrat av det tramsiga, sorglösa tidiga 60-talet då rock'n'roll verkade befinna sig i viloläge". Han beskrev många av låtarna som "teatraliska pastischer avsedda att höras endast inom filmens sammanhang" och menade att mycket av materialet präglas av en hopplöst föråldrad estetik. Enligt Erlewine finns det dock flera lyckade inslag, som "Fun in Acapulco", "Mexico", "Marguerita" och "Bossa Nova Baby", men att albumets verkliga höjdpunkt är en av bonuslåtarna: "Slowly But Surely".
Musikskribenten Paul Simpson påpekade att Elvis i början av 1960-talet genomgick en fas där sydeuropeiska och latinamerikanska influenser präglade hans låtval, vilket kan förklara varför han tog sig an inspelningarna till Fun in Acapulco med sådan hängivenhet. Visserligen innehåller albumet enligt Simpson några mindre lyckade nummer, men också flera starka spår – som "Bossa Nova Baby", som framförs med energi och kvickhet, "Marguerita" och "You Can't Say No in Acapulco", båda med tydlig glöd, samt "Guadalajara", som är suveränt sjungen på spanska. Simpson framhöll även de två bonuslåtarna – den funkiga "Slowly But Surely" och den förföriska "Love Me Tonight".
Musikskribenten Shane Brown menade att Fun in Acapulco kan vara Elvis mest lättsamma och uppsluppna album. Han noterade att, bortsett från bonuslåten "Love Me Tonight", saknar albumet ballader. I stället präglas det av latinorytmer, där Elvis Presley framstår som fullt engagerad.

## Försäljning

### Albumförsäljningen
Fun in Acapulco sålde under sin första aktiva period omkring 300 000 exemplar i USA, vilket var ungefär lika mycket som det föregående soundtrackalbumet, It Happened at the World's Fair, men endast hälften så mycket som Elvis' Golden Records Volume 3, som nådde en försäljning på cirka 600 000 exemplar. Albumet har senare inte certifierats guld av Recording Industry Association of America (RIAA), vilket kräver en försäljning på minst en halv miljon exemplar.

## Låtlistor
Fun in Acapulco

### 1963 originalutgåva
| 1. | Fun in Acapulco                             | Ben Weisman, Sid Wayne                 | 23 januari 1963 | 2:30 |
| 2. | Vino, Dinero y Amor                         | Sid Tepper, Roy C. Bennett             | 22 januari 1963 | 1:54 |
| 3. | Mexico                                      | Sid Tepper, Roy C. Bennett             | 22 januari 1963 | 1:59 |
| 4. | El Toro                                     | Bill Giant, Bernie Baum, Florence Kaye | 23 januari 1963 | 2:41 |
| 5. | Marguerita                                  | Don Robertson                          | 22 januari 1963 | 2:40 |
| 6. | The Bullfighter Was a Lady                  | Sid Tepper, Roy C. Bennett             | 22 januari 1963 | 2:02 |
| 7. | (There's) No Room to Rhumba in a Sports Car | Fred Wise, Dick Manning                | 23 januari 1963 | 1:50 |

| 1.           | I Think I'm Gonna Like It Here | Don Robertson, Hal Blair               | 22 januari 1963                                  | 2:51  |
| 2.           | Bossa Nova Baby                | Jerry Leiber, Mike Stoller             | 22 januari 1963                                  | 1:59  |
| 3.           | You Can't Say No in Acapulco   | Sid Feller, Dolores Fuller, Lee Morris | 23 januari 1963                                  | 1:53  |
| 4.           | Guadalajara                    | Pepe Guízar                            | 23 januari 1963 (track) 27 februari 1963 (vocal) | 2:42  |
| 5.           | Love Me Tonight (bonus song)   | Don Robertson                          | 26 maj 1963                                      | 1:58  |
| 6.           | Slowly But Surely (bonus song) | Ben Weisman, Sid Wayne                 | 28 maj 1963                                      | 2:11  |
| Total längd: | Total längd:                   | Total längd:                           | Total längd:                                     | 29:10 |

### 2003 Follow That Dream-utgåva
| 1.           | Fun in Acapulco                                            | Ben Weisman, Sid Wayne                 | 23 januari 1963                                  | 2:31  |
| 2.           | Vino, Dinero y Amor                                        | Sid Tepper, Roy C. Bennett             | 22 januari 1963                                  | 1:56  |
| 3.           | Mexico                                                     | Sid Tepper, Roy C. Bennett             | 22 januari 1963                                  | 2:00  |
| 4.           | El Toro                                                    | Bill Giant, Bernie Baum, Florence Kaye | 23 januari 1963                                  | 2:43  |
| 5.           | Marguerita                                                 | Don Robertson                          | 22 januari 1963                                  | 2:42  |
| 6.           | The Bullfighter Was a Lady                                 | Sid Tepper, Roy C. Bennett             | 22 januari 1963                                  | 2:02  |
| 7.           | (There's) No Room to Rhumba in a Sports Car                | Fred Wise, Dick Manning                | 23 januari 1963                                  | 1:57  |
| 8.           | I Think I'm Gonna Like It Here                             | Don Robertson, Hal Blair               | 22 januari 1963                                  | 2:53  |
| 9.           | Bossa Nova Baby                                            | Jerry Leiber, Mike Stoller             | 22 januari 1963                                  | 2:04  |
| 10.          | You Can't Say No in Acapulco                               | Sid Feller, Dolores Fuller, Lee Morris | 23 januari 1963                                  | 1:56  |
| 11.          | Guadalajara                                                | Pepe Guízar                            | 23 januari 1963 (track) 27 februari 1963 (vocal) | 2:45  |
| 12.          | Love Me Tonight                                            | Don Robertson                          | 26 maj 1963                                      | 2:01  |
| 13.          | Slowly But Surely                                          | Ben Weisman, Sid Wayne                 | 28 maj 1963                                      | 2:18  |
| 14.          | Mexico (take 7)                                            | Sid Tepper, Roy C. Bennett             | 22 januari 1963                                  | 1:59  |
| 15.          | The Bullfighter Was a Lady (remake take 17)                | Sid Tepper, Roy C. Bennett             | 23 januari 1963                                  | 2:03  |
| 16.          | I Think I'm Gonna Like It Here (remake takes 18, 19)       | Don Robertson, Hal Blair               | 23 januari 1963                                  | 2:37  |
| 17.          | Bossa Nova Baby (takes 1, 2)                               | Jerry Leiber, Mike Stoller             | 22 januari 1963                                  | 2:54  |
| 18.          | The Bullfighter Was a Lady (takes 4, 5, 6)                 | Sid Tepper, Roy C. Bennett             | 22 januari 1963                                  | 3:52  |
| 19.          | Marguerita (take 6)                                        | Don Robertson                          | 22 januari 1963                                  | 2:53  |
| 20.          | I Think I'm Gonna Like It Here (take 1)                    | Don Robertson, Hal Blair               | 23 januari 1963                                  | 2:53  |
| 21.          | Mexico (takes 1, 2)                                        | Sid Tepper, Roy C. Bennett             | 22 januari 1963                                  | 2:43  |
| 22.          | You Can't Say No in Acapulco (takes 1, 2, 3, 4)            | Sid Feller, Dolores Fuller, Lee Morris | 23 januari 1963                                  | 3:13  |
| 23.          | Guadalajara (take 2)                                       | Pepe Guízar                            | 27 februari 1963                                 | 2:29  |
| 24.          | Bossa Nova Baby (take 3)                                   | Jerry Leiber, Mike Stoller             | 22 januari 1963                                  | 2:49  |
| 25.          | Mexico (take 6)                                            | Sid Tepper, Roy C. Bennett             | 22 januari 1963                                  | 2:10  |
| 26.          | I Think I'm Gonna Like It Here (takes 11, 12, 13 – remake) | Don Robertson, Hal Blair               | 22 januari 1963                                  | 3:55  |
| 27.          | Guadalajara (takes 3, 4)                                   | Pepe Guízar                            | 27 februari 1963                                 | 2:54  |
| Total längd: | Total längd:                                               | Total längd:                           | Total längd:                                     | 65:18 |

### 2019 The Fun in Acapulco Sessions (FTD)
Cd 1
| 1.           | Fun in Acapulco                                                                               | Ben Weisman, Sid Wayne                 | 23 januari 1963                                  | 2:31  |
| 2.           | Vino, Dinero y Amor                                                                           | Sid Tepper, Roy C. Bennett             | 22 januari 1963                                  | 1:56  |
| 3.           | Mexico                                                                                        | Sid Tepper, Roy C. Bennett             | 22 januari 1963                                  | 2:01  |
| 4.           | El Toro                                                                                       | Bill Giant, Bernie Baum, Florence Kaye | 23 januari 1963                                  | 2:44  |
| 5.           | Marguerita                                                                                    | Don Robertson                          | 22 januari 1963                                  | 2:43  |
| 6.           | The Bullfighter Was a Lady                                                                    | Sid Tepper, Roy C. Bennett             | 22 januari 1963                                  | 2:05  |
| 7.           | (There's) No Room to Rhumba in a Sports Car Side 2                                            | Fred Wise, Dick Manning                | 23 januari 1963                                  | 1:56  |
| 8.           | I Think I'm Gonna Like It Here                                                                | Don Robertson, Hal Blair               | 22 januari 1963                                  | 2:53  |
| 9.           | Bossa Nova Baby                                                                               | Jerry Leiber, Mike Stoller             | 22 januari 1963                                  | 2:04  |
| 10.          | You Can't Say No in Acapulco                                                                  | Sid Feller, Dolores Fuller, Lee Morris | 23 januari 1963                                  | 1:57  |
| 11.          | Guadalajara                                                                                   | Pepe Guízar                            | 23 januari 1963 (track) 27 februari 1963 (vocal) | 2:45  |
| 12.          | Love Me Tonight (bonus song)                                                                  | Don Robertson                          | 26 maj 1963                                      | 2:02  |
| 13.          | Slowly But Surely (bonus song) Outtakes                                                       | Ben Weisman, Sid Wayne                 | 28 maj 1963                                      | 2:18  |
| 14.          | Bossa Nova Baby (takes 1–2)                                                                   | Jerry Leiber, Mike Stoller             | 22 januari 1963                                  | 2:58  |
| 15.          | Bossa Nova Baby (take 3)                                                                      | Jerry Leiber, Mike Stoller             | 22 januari 1963                                  | 2:36  |
| 16.          | Bossa Nova Baby (takes 4–5)                                                                   | Jerry Leiber, Mike Stoller             | 22 januari 1963                                  | 2:30  |
| 17.          | Bossa Nova Baby (take 6)                                                                      | Jerry Leiber, Mike Stoller             | 22 januari 1963                                  | 2:23  |
| 18.          | Bossa Nova Baby (takes 7–8)                                                                   | Jerry Leiber, Mike Stoller             | 22 januari 1963                                  | 3:02  |
| 19.          | Bossa Nova Baby (take 9)                                                                      | Jerry Leiber, Mike Stoller             | 22 januari 1963                                  | 2:28  |
| 20.          | Bossa Nova Baby (takes 10 & 11/M)                                                             | Jerry Leiber, Mike Stoller             | 22 januari 1963                                  | 3:14  |
| 21.          | I Think I'm Gonna Like It Here (take 1)                                                       | Don Robertson, Hal Blair               | 22 januari 1963                                  | 3:01  |
| 22.          | I Think I'm Gonna Like It Here (takes 2–5)                                                    | Don Robertson, Hal Blair               | 22 januari 1963                                  | 4:31  |
| 23.          | I Think I'm Gonna Like It Here (takes 6–7)                                                    | Don Robertson, Hal Blair               | 22 januari 1963                                  | 3:25  |
| 24.          | I Think I'm Gonna Like It Here (takes 8–9)                                                    | Don Robertson, Hal Blair               | 22 januari 1963                                  | 4:03  |
| 25.          | I Think I'm Gonna Like It Here (splice of take 10 and one line from take 7/M, record version) | Don Robertson, Hal Blair               | 22 januari 1963                                  | 3:06  |
| 26.          | Mexico (takes 1–2)                                                                            | Sid Tepper, Roy C. Bennett             | 22 januari 1963                                  | 2:44  |
| 27.          | Mexico (takes 3–4)                                                                            | Sid Tepper, Roy C. Bennett             | 22 januari 1963                                  | 3:17  |
| 28.          | Mexico (take 5/M)                                                                             | Sid Tepper, Roy C. Bennett             | 22 januari 1963                                  | 2:11  |
| Total längd: | Total längd:                                                                                  | Total längd:                           | Total längd:                                     | 75:24 |

Cd 2
| 1.           | Mexico (take 6)                                                      | Sid Tepper, Roy C. Bennett             | 22 januari 1963 | 2:12  |
| 2.           | Mexico (take 7/alternate M)                                          | Sid Tepper, Roy C. Bennett             | 22 januari 1963 | 2:09  |
| 3.           | Mexico (instrumental, takes 1–2 & 3/M)                               | Sid Tepper, Roy C. Bennett             | 22 januari 1963 | 1:23  |
| 4.           | The Bullfighter Was a Lady (takes 1–3)                               | Sid Tepper, Roy C. Bennett             | 22 januari 1963 | 4:32  |
| 5.           | The Bullfighter Was a Lady (takes 4–6)                               | Sid Tepper, Roy C. Bennett             | 22 januari 1963 | 3:58  |
| 6.           | The Bullfighter Was a Lady (take 7)                                  | Sid Tepper, Roy C. Bennett             | 22 januari 1963 | 2:13  |
| 7.           | The Bullfighter Was a Lady (takes 8–9)                               | Sid Tepper, Roy C. Bennett             | 22 januari 1963 | 2:37  |
| 8.           | The Bullfighter Was a Lady (splice of takes 9 & 7/M, record version) | Sid Tepper, Roy C. Bennett             | 22 januari 1963 | 2:05  |
| 9.           | Marguerita (take 1)                                                  | Don Robertson                          | 22 januari 1963 | 2:59  |
| 10.          | Marguerita (takes 2–6)                                               | Don Robertson                          | 22 januari 1963 | 7:12  |
| 11.          | Marguerita (takes 7 & 8/M)                                           | Don Robertson                          | 22 januari 1963 | 3:28  |
| 12.          | Vino, Dinero y Amor (take 1)                                         | Sid Tepper, Roy C. Bennett             | 22 januari 1963 | 2:20  |
| 13.          | Vino, Dinero y Amor (takes 2–3)                                      | Sid Tepper, Roy C. Bennett             | 22 januari 1963 | 2:34  |
| 14.          | Vino, Dinero y Amor (take 4)                                         | Sid Tepper, Roy C. Bennett             | 22 januari 1963 | 2:17  |
| 15.          | Vino, Dinero y Amor (take 5/M)                                       | Sid Tepper, Roy C. Bennett             | 22 januari 1963 | 2:23  |
| 16.          | Vino, Dinero y Amor (The Amigos, café version take 1)                | Sid Tepper, Roy C. Bennett             | 22 januari 1963 | 1:19  |
| 17.          | Vino, Dinero y Amor (The Amigos, café version take 2)                | Sid Tepper, Roy C. Bennett             | 22 januari 1963 | 1:16  |
| 18.          | Vino, Dinero y Amor (The Amigos, café version take 3)                | Sid Tepper, Roy C. Bennett             | 22 januari 1963 | 1:17  |
| 19.          | Vino, Dinero y Amor (The Amigos, café version take 4)                | Sid Tepper, Roy C. Bennett             | 22 januari 1963 | 1:18  |
| 20.          | Vino, Dinero y Amor (The Amigos, boat version takes 1–2 & 3/M)       | Sid Tepper, Roy C. Bennett             | 22 januari 1963 | 2:32  |
| 21.          | (There's) No Room to Rhumba in a Sports Car (take 1/M)               | Fred Wise, Dick Manning                | 23 januari 1963 | 2:05  |
| 22.          | Fun in Acapulco (take 1/M)                                           | Ben Weisman, Sid Wayne                 | 23 januari 1963 | 2:40  |
| 23.          | El Toro (take 1)                                                     | Bill Giant, Bernie Baum, Florence Kaye | 23 januari 1963 | 3:31  |
| 24.          | El Toro (take 2)                                                     | Bill Giant, Bernie Baum, Florence Kaye | 23 januari 1963 | 1:08  |
| 25.          | El Toro (splice of takes 2 & 1/M)                                    | Bill Giant, Bernie Baum, Florence Kaye | 23 januari 1963 | 2:44  |
| 26.          | I Think I'm Gonna Like It Here (takes 11–13)                         | Don Robertson, Hal Blair               | 23 januari 1963 | 4:03  |
| 27.          | I Think I'm Gonna Like It Here (takes 14–15)                         | Don Robertson, Hal Blair               | 23 januari 1963 | 3:58  |
| 28.          | I Think I'm Gonna Like It Here (takes 16–18)                         | Don Robertson, Hal Blair               | 23 januari 1963 | 3:47  |
| 29.          | I Think I'm Gonna Like It Here (take 19)                             | Don Robertson, Hal Blair               | 23 januari 1963 | 3:08  |
| Total längd: | Total längd:                                                         | Total längd:                           | Total längd:    | 79:08 |

Cd 3
| 1.           | I Think I'm Gonna Like It Here (splice of takes 19 & 18/M, movie version) | Don Robertson, Hal Blair               | 23 januari 1963  | 2:31  |
| 2.           | The Bullfighter Was a Lady (take 10)                                      | Sid Tepper, Roy C. Bennett             | 23 januari 1963  | 2:16  |
| 3.           | The Bullfighter Was a Lady (takes 11–14)                                  | Sid Tepper, Roy C. Bennett             | 23 januari 1963  | 4:12  |
| 4.           | The Bullfighter Was a Lady (takes 15–16)                                  | Sid Tepper, Roy C. Bennett             | 23 januari 1963  | 1:42  |
| 5.           | The Bullfighter Was a Lady (take 17/M, movie version)                     | Sid Tepper, Roy C. Bennett             | 23 januari 1963  | 2:08  |
| 6.           | Malaguena (track, take 1)                                                 | Ernesto Lecuona, Don Robertson         | 23 januari 1963  | 3:31  |
| 7.           | Malaguena (track, takes 2–10)                                             | Ernesto Lecuona, Don Robertson         | 23 januari 1963  | 8:34  |
| 8.           | Malaguena (track, splice of takes 6 & 10/M)                               | Ernesto Lecuona, Don Robertson         | 23 januari 1963  | 3:12  |
| 9.           | You Can't Say No in Acapulco (takes 1–4)                                  | Sid Feller, Dolores Fuller, Lee Morris | 23 januari 1963  | 3:20  |
| 10.          | You Can't Say No in Acapulco (take 5/M)                                   | Sid Feller, Dolores Fuller, Lee Morris | 23 januari 1963  | 2:07  |
| 11.          | Guadalajara (track, takes 1–2)                                            | Pepe Guízar                            | 23 januari 1963  | 3:42  |
| 12.          | Guadalajara (track, takes 3–4)                                            | Pepe Guízar                            | 23 januari 1963  | 2:23  |
| 13.          | Guadalajara (track, take 5)                                               | Pepe Guízar                            | 23 januari 1963  | 2:56  |
| 14.          | Guadalajara (track, takes 6–7)                                            | Pepe Guízar                            | 23 januari 1963  | 1:28  |
| 15.          | Guadalajara (track, splice of takes 1, 5 & 7/M)                           | Pepe Guízar                            | 23 januari 1963  | 3:03  |
| 16.          | Guadalajara (vocal overdub takes 1–2)                                     | Pepe Guízar                            | 27 februari 1963 | 4:35  |
| 17.          | Guadalajara (vocal overdub takes 3–4)                                     | Pepe Guízar                            | 27 februari 1963 | 3:14  |
| 18.          | Guadalajara (vocal overdub takes 5–6)                                     | Pepe Guízar                            | 27 februari 1963 | 3:44  |
| 19.          | Guadalajara (vocal overdub takes 7–10)                                    | Pepe Guízar                            | 27 februari 1963 | 5:26  |
| 20.          | Guadalajara (vocal overdub, splice of takes 6 & 2/M)                      | Pepe Guízar                            | 27 februari 1963 | 2:47  |
| Total längd: | Total längd:                                                              | Total längd:                           | Total längd:     | 66:51 |

## Medverkande
Uppgifterna, hämtade från Keith Flynn och Ernst Jørgensen, avser inspelningar gjorda i Radio Recorders studio B i Hollywood, Kalifornien, den 22–23 januari 1963, och i RCA:s studio B i Nashville, Tennessee, den 26–28 maj 1963.

Radio Recorders, 22–23 januari 1963
(Alla soundtracklåtar)
- Elvis Presley – sång.
- Scotty Moore – gitarr.
- Barney Kessel – gitarr.
- Hilmer J. "Tiny" Timbrell – gitarr och mandolin.
- Ray Siegel – bas.
- D. J. Fontana – trummor.
- Hal Blaine – trummor.
- Emil Radocchia – slagverk.
- Dudley Brooks – piano.
- Anthony Terran – trumpet.
- Rudolph Loera – trumpet.
- The Jordanaires (Gordon Stoker, Neal Matthews, Hoyt Hawkins och Ray Walker) – bakgrundssång.
- The Amigos (José Vadiz, Miguel Alcaide, German Vega och Pedro Berrios) – bakgrundssång.
- Joseph Lilley – musikproducent för Paramount.
- Dave Wiechman – ljudtekniker.

RCA Studio B, 26–28 maj 1963
("Love Me Tonight" och "Slowly But Surely")
- Elvis Presley – sång.
- Scotty Moore – gitarr.
- Thomas "Grady" Martin – gitarr på "Love Me Tonight".
- Jerry Kennedy – gitarr på "Slowly but Surely".
- Harold Bradley – gitarr.
- Bob Moore – bas.
- D. J. Fontana – trummor.
- Murrey "Buddy" Harman – trummor.
- Floyd Cramer – piano
- Homer "Boots" Randolph – saxofon, vibrafon och shakers (skakinstrument), men inte på "Love Me Tonight" och "Slowly But Surely".
- The Jordanaires (Gordon Stoker, Neal Matthews, Joe Babcock och Ray Walker) – bakgrundssång.
- Millie Kirkham – bakgrundssång.
- Steve Sholes – producent.
- Bill Porter – ljudtekniker.

## Topplistor
|  |

|  |

|  |

|  |

| Lista (1963–1964)                | Högsta position |
| Storbritannien (UK Albums Chart) | 9               |
| USA Billboard Top LP's           | 3               |
| USA Cash Box Top 100 Albums      | 3               |